# Natura (filosofia)
(Norberto Bobbio)
La natura in filosofia è l'insieme di tutte le cose esistenti considerato nella sua forma complessiva, nella totalità, cioè, dei fenomeni e delle forze che in esso si manifestano.

## Etimologia
Il termine deriva dal latino natura, participio futuro del verbo nasci (nascere) e letteralmente significa "ciò che sta per nascere". In accordo con il significato etimologico in filosofia si è intesa finalisticamente la natura come il principio operante come forza vitale, superiore alla realtà della materia inanimata, che spinge tutti gli esseri viventi verso il mantenimento della specie attraverso la riproduzione. Natura a sua volta deriva dalla traduzione latina della parola greca physis (φύσις).
Secondo Heidegger questo termine greco è collegato alla parola phàos, phòs che vuol dire "luce", volendo significare una connessione tra la vita e la luce.

## La natura per i filosofi greci

### Finalismo

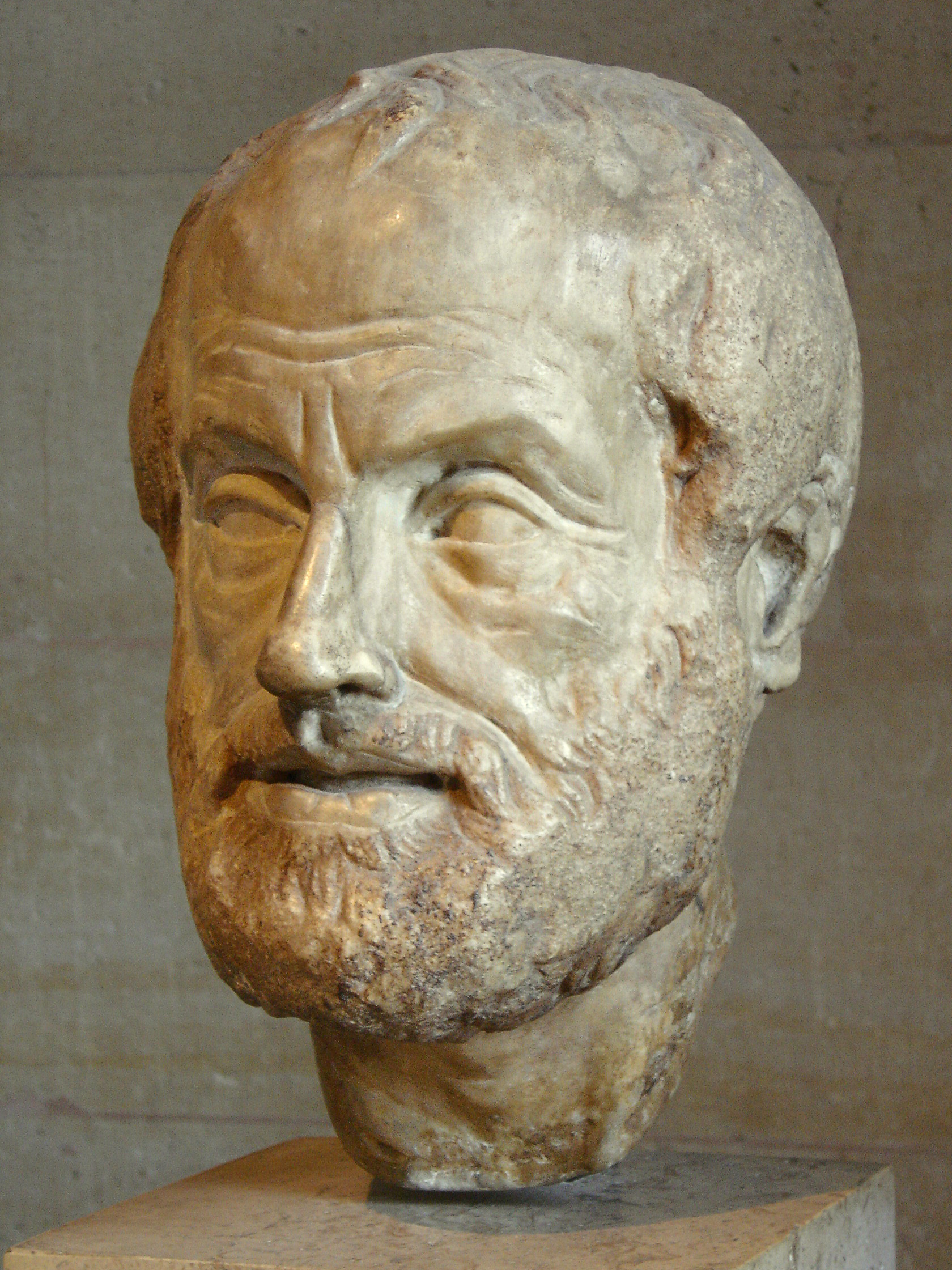
Aristotele

Physis per i presocratici greci corrispondeva a ciò che originava le cose caratterizzate da nascita, accrescimento, degenerazione e morte per cui secondo Aristotele, il primo filosofo a fondare una scienza complessiva della natura, «la natura è la sostanza di quelle cose che hanno un principio di movimento in se stesse». Vi sono infatti sostanze sensibili corruttibili, che hanno in sé il principio di moto e che generano altre cose simili, distinte dagli enti eterni e ingenerati di cui tratta la metafisica e la matematica.

Gli enti naturali corruttibili vanno poi distinti da «ciò che è per caso o per fortuna» o «da ciò che è per arte» risultato cioè dell'azione dell'uomo.
Anche i sofisti avevano precedentemente operato una distinzione sul piano etico-giuridico tra ciò che è per natura e quello che viene considerato come originato dalle convenzioni umane. Da qui il loro relativismo etico fondato sul superamento del criterio ionico della legge che esiste oggettivamente nell'ordine stesso della natura e che gli uomini riprendono e applicano alla loro città.
Osservano infatti i sofisti che le leggi cambiano da società a società e se vogliamo trovare un criterio unico valido per tutti ci dobbiamo riferire a ciò che nell'uomo è sempre presente e permane immutabile, cioè alla natura che non è soggetta alle convenzioni umane e che prescrive che è giusto ciò che piace al più forte cioè a colui che sa bene usare la parola per sovrastare le altrui convinzioni.
La natura dei sofisti introduce la concezione di uno stato di natura dove il comportamento dell'uomo non differisce da quelli degli altri esseri naturali basati su istinti primordiali che l'uomo conserva nonostante le diversità culturali acquisite nel tempo.
Anche per Aristotele nell'uomo è presente un principio connaturato che agisce in modo da fargli realizzare ciò che lo caratterizza nella sua essenza di modo che, ad esempio, il seme è destinato da questa forza naturale immanente a divenire albero. Una visione finalistica della natura che spiega il divenire e come il movimento si diriga verso i suoi "luoghi naturali".
Tutta la natura è organizzata secondo una costruzione piramidale dove ogni gradino è materia per lo sviluppo del grado superiore per cui, ad esempio, il mondo vegetale è materia per quello superiore degli erbivori che traducono in atto le potenzialità di sviluppo contenute nell'inferiore. In questo modo Aristotele pone al vertice della piramide l'uomo, il signore della natura, in grado di trasformare in atto tutte le potenzialità contenute nei gradi inferiori e per questo giustificato per ogni uso ed abuso degli esseri naturali.

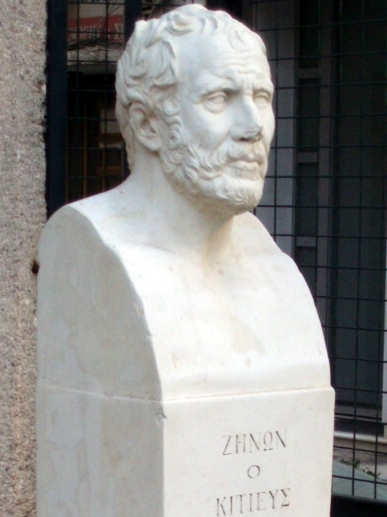
Zenone di Cizio

Lo stoicismo riprendeva la teleologia naturale di Aristotele che la concepiva secondo uno schema evolutivo diacronico. Per gli stoici invece tutto avviene sincronicamente nel senso che gli elementi costitutivi di un organismo funzionano complessivamente per mantenerlo in vita rispondendo all'azione finalistica di un «fuoco artefice» o «soffio vitale», uno pneuma che permea di sé tutto l'universo rendendolo armonico e connotato da necessità razionale. Lo pneuma, che nella biologia aristotelica era usato per spiegare i meccanismi della respirazione e del movimento, per gli stoici rende l'universo una specie di unico grande essere vivente armonicamente ordinato dove la legge morale corrisponde alla legge di natura che ispira il comportamento del saggio.

### Meccanicismo
Contrapposta alla concezione finalistica e vitalistica aristotelica è la teoria materialista e meccanicista degli atomisti e degli epicurei.
Il grande naturalista Democrito, attento osservatore di tutti gli aspetti del vivente, pone a base della sua concezione una natura che è pura materia, eliminando dal mondo reale ogni elemento di trascendenza. In questo modo ogni concetto di divinità risulta eliminato anch'esso. «Tutto ciò che è, è nella natura»; in essa vi sono tutte le cause possibili di ogni ente esistente possibile. L'aggregazione degli atomi forma i corpi definiti della realtà percepibile e il loro disgregarsi restituisce alla natura stessa i suoi elementi di base, in una fenomenologia puramente meccanicistica che non ha bisogno di null'altro per verificarsi.

## Neoplatonismo e cristianesimo
Una nuova concezione della natura è nel neoplatonismo dove dall'Uno vi è una discesa, o emanazione nel linguaggio di Plotino, che, passando dall'Intelletto e dall'Anima, si fenomenizza come materia naturale intesa come semplice non essere. Dice Plotino «la Natura è Anima fuori di sé»,
Anima, nella sua forma inferiore, diretta verso il non essere e quindi svalutata nei confronti dell'essere Uno.
Il cristianesimo ereditò questa visione deteriore della natura considerata non più come emanazione dall'Uno ma vista sempre come un'entità inferiore rispetto alla perfezione del suo Creatore trascendente. Gli scolastici cominceranno quindi a distinguere una natura naturata, creata, e una natura naturans, una natura che si fa natura con l'impronta del suo creatore. Tommaso d'Aquino, riprendendo la tradizione aristotelica, modificherà la concezione della natura naturata. Aristotele infatti, aveva insegnato come la natura di un ente è lo stadio finale del movimento, del passaggio dalla potenza all'atto, dello sviluppo che presuppone sempre un essere in atto. Ed è Dio infatti, secondo l'aquinate, colui che ha messo il movimento nelle cose rendendole degne di Lui. Così anche l'uomo, creatura di Dio, per quanto compromessa dal peccato originale, assume la somiglianza con il suo creatore.
Mentre dunque in Tommaso d'Aquino nella natura opera una razionalità fatta a immagine di quella divina, che si inserisce in un'ottica di armonia tra scienza e fede, negli ultimi sviluppi della scolastica l'ambito delle verità naturali fu interpretato come sempre più distante da quello delle verità rivelate, fino a un volontarismo del tutto avulso da criteri logici, che trova in Guglielmo di Ockham il massimo esponente, e nel quale la natura era concepita come un'entità indipendente dalla teologia, da spiegare sulla base di criteri empirici.

## Medioevo
Il termine natura ricorre circa 6.000 volte nell'opera di san Tommaso d'Aquino, principalmente come sinonimo di "essenza", e, al plurale, come "insieme di esseri naturali". Negli enti composti di materia e forma, la natura indica la forma ma la materia individuante e i suoi accidenti; nelle sostanze separate (Dio, gli angeli e l'anima), che sono prive di sostrato materiale, non c'è invece tale differenza non sussiste.

## La filosofia della natura rinascimentale

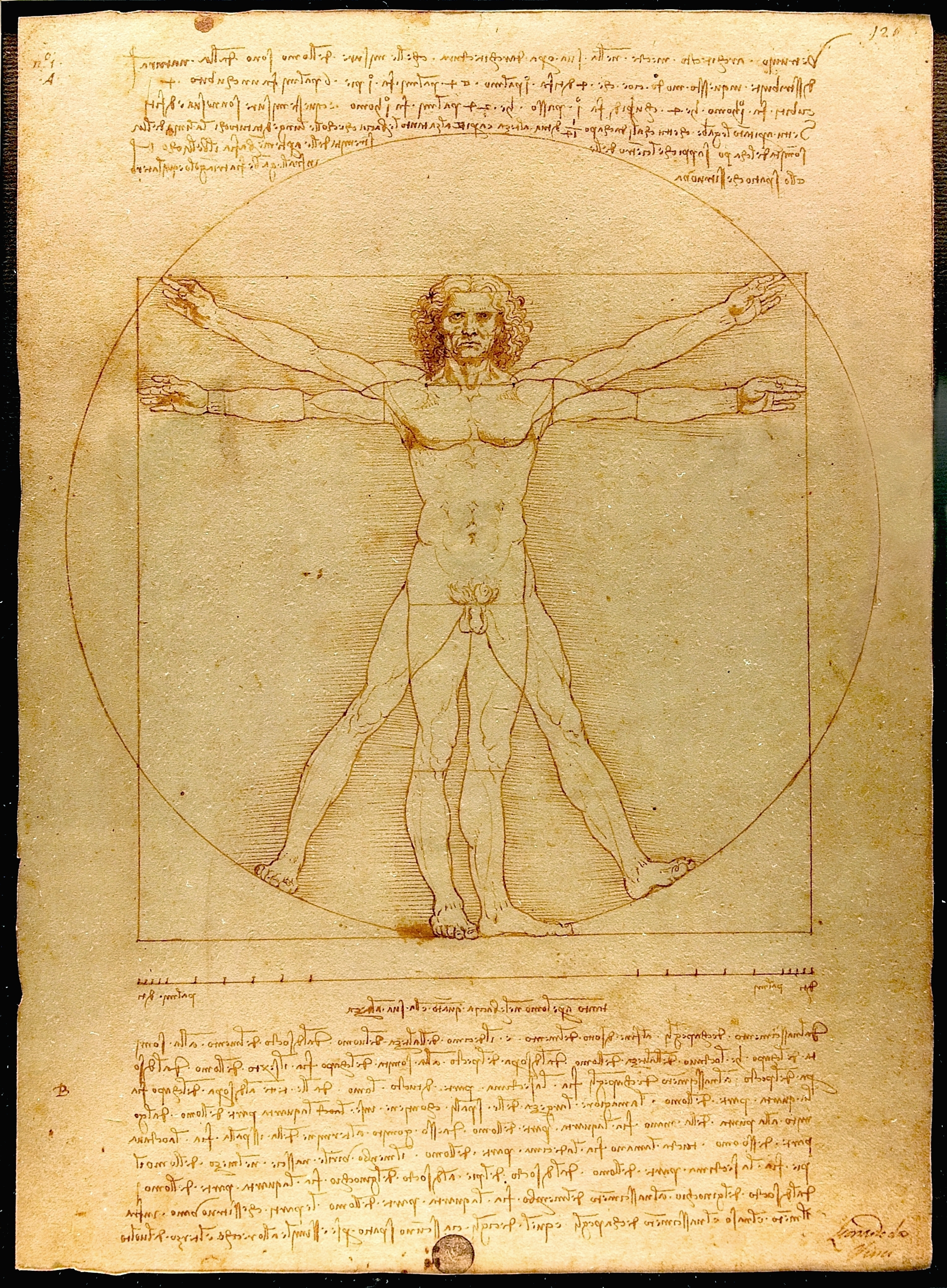
L'uomo vitruviano di Leonardo da Vinci

Il rapporto tra l'uomo e la natura è visto nel Rinascimento come impostato ad una sostanziale somiglianza.
L'uomo è un microcosmo sostanzialmente affine all'universo che è il macrocosmo. Leonardo da Vinci disegna nell'uomo vitruviano una figura umana inserita in un cerchio che simboleggia la perfezione del corpo dell'uomo inscritto nella circonferenza che rappresenta l'universo: l'uomo con la naturale perfezione geometrica del suo corpo riempie l'universo di sé stesso.
Nella natura, c'è una trama segreta di influssi misteriosi che l'uomo, proprio perché microcosmo che riflette in sé il macrocosmo, può penetrare poiché egli è sostanzialmente affine alla natura.
Con il recupero del Corpus Hermeticum - insieme di scritti attribuiti alla figura di Ermete Trismegisto - nella traduzione dal greco di Marsilio Ficino, si tenta di conciliare la scienza fondata sul razionalismo greco con la rivelazione biblica e la religiosità di stampo ebraico e orientale. Ma la visione naturalistica rinascimentale non è ancora scienza moderna: confonde scienza e magia, inventa le scienze occulte, anzi le riscopre; tuttavia, costituendo un'alternativa al dominio razionalistico da un lato, e all'abbandono mistico dall'altro, il naturalismo rinascimentale rappresenta un passo verso l'emancipazione dall'ipse dixit aristotelico, e getta le basi per un rinnovato approccio della scienza. Nasce così l'alchimia che promuove la ricerca della pietra filosofale ritenuta capace di trasformare i metalli in oro, e si perfeziona l'astrologia, conoscenza degli astri e dei loro influssi sull'uomo. Poiché c'è una sostanziale unità tra cielo e terra, si possono trovare le cause dei fenomeni terreni studiando i cieli e chi conosce i fenomeni celesti può regolare anche la fortuna terrena. 

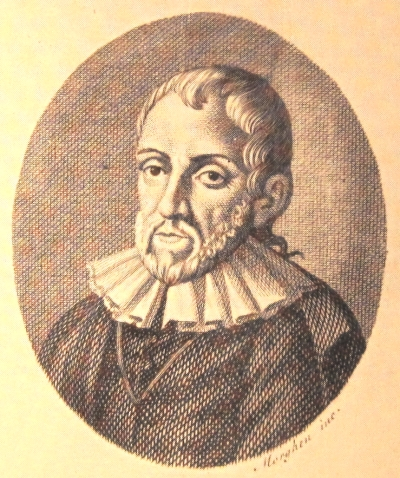
Bernardino Telesio

Telesio uno tra i principali antiaristotelici, critica aspramente il ragionamento astratto e il ragionamento scientifico condotto per mezzo dei sillogismi. Per primo nell'opera La natura secondo i propri principi, avanza l'idea che la conoscenza della natura debba basarsi sullo studio di principi naturali (iuxta propria principia) abbandonando ogni considerazione metafisica o legata alla magia. Allo stesso tempo però, come anche Tommaso Campanella e Giordano Bruno, egli rimane all'interno di una filosofia della natura riprendendo la concezione ilozoista, panteistica e vitalistica dei presocratici e Platone.
L'uomo non deve imporre i propri schemi mentali, a priori, alla natura, ma deve scoprirne umilmente le leggi interne che ne regolano la vita e che sono sconosciute al più. La natura non persegue fini, ma dipende dalle forze, definite meccaniche, che possono essere conosciute e analizzate tramite il calore, spirito vitale di ogni cosa e persona, che permette il movimento e la conoscenza.
Secondo Paracelso, la distinzione tra naturale e soprannaturale è artificiosa: quelle che noi chiamiamo "leggi di natura" altro non sono che il risultato dell'azione di innumerevoli spiriti, responsabili del mutamento e della crescita delle piante.
Per Giordano Bruno il "grande animale" che è la natura naturans ha in sé la presenza di Dio, una Mens insita omnibus (Mente all'interno di tutte le cose), che come lo pneuma degli stoici infonde la sua presenza vitale nel cosmo.

## La scienza della natura

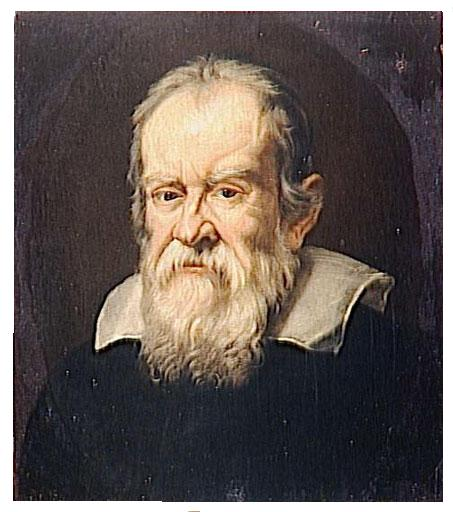
Galileo Galilei

Con Galilei e Newton avviene un fondamentale progresso nella concezione della natura: rifacendosi alla visione matematica-geometrica pitagorica e platonica e al meccanicismo atomista, la realtà naturale è ora vista come una macchina creata da Dio secondo leggi matematiche inscritte nella natura stessa. Come già aveva sostenuto Bacone «alla natura si comanda solo obbedendole» ma per conoscere i suoi ordini bisogna conoscere il suo linguaggio: chi vuole leggere il libro della natura, dice Galilei, deve imparare il suo linguaggio matematico attraverso l'osservazione sensibile dei fenomeni e il metodo sperimentale mettendo definitivamente da parte il mondo di carta e di parole dell'antico metodo aristotelico.
Dopo la rivoluzione scientifica galileiana l'interpretazione meccanicistica della natura si estende nel Seicento e nel Settecento ai più vari autori di filosofia: dal materialismo di Thomas Hobbes e degli illuministi, all'empirismo scettico di David Hume, alla concezione cartesiana della res extensa e del suo homme machine, all'identificazione di Dio e Natura di Baruch Spinoza, alla rifondazione kantiana, contro lo scetticismo di Hume, della necessità e universalità delle leggi della natura come complesso di fenomeni ordinati a priori dalle funzioni trascendentali. Kant così offre una giustificazione filosofica al meccanicismo degli scienziati newtoniani escludendo nel contempo ogni razionalismo di tipo cartesiano e ogni dogmatismo metafisico. Autore di una rivoluzione copernicana del pensiero, Kant sostenne che l'atteggiamento corretto da tenere verso lo studio della natura non è quello che presume di ricavare le leggi naturali dall'osservazione empirica, ma al contrario è consapevole che i nostri schemi mentali non solo tendono sempre a sovrapporsi inconsciamente ai fenomeni studiati, ma sono anzi la condizione sine qua non per costruire un sapere autenticamente scientifico:
(Immanuel Kant, Prefazione alla Critica della ragion pura (1787), Laterza, Roma-Bari 2000)

## La natura nei secoli XIX e XX

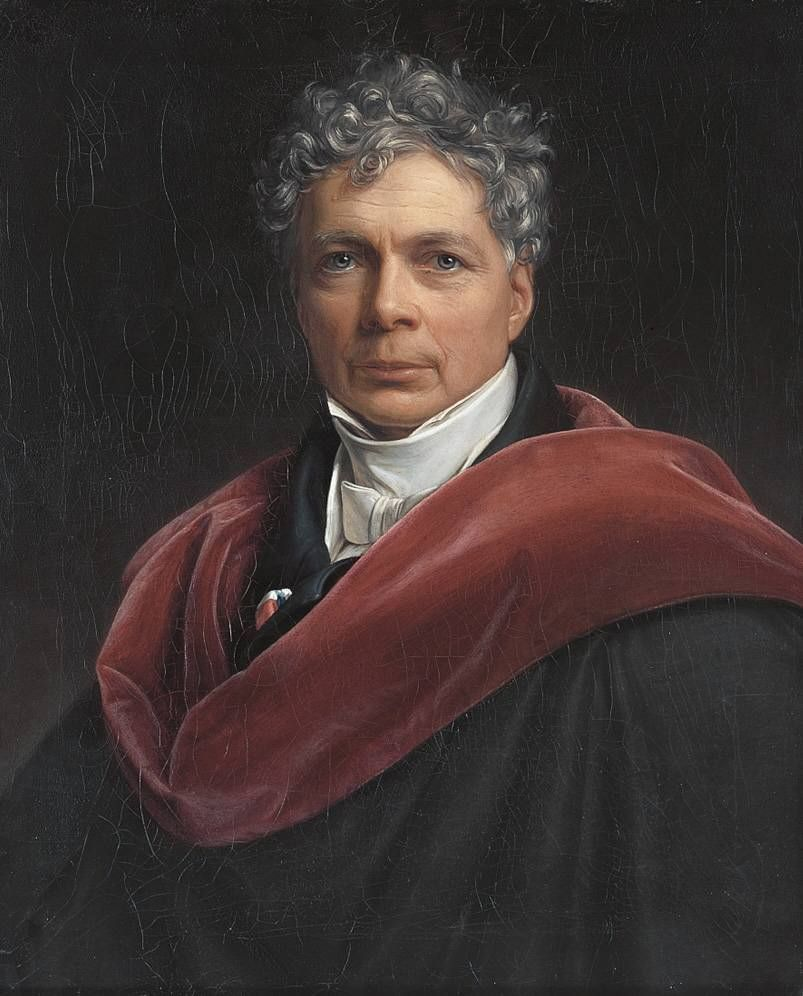
Friedrich Schelling

Riallacciandosi alla visione finalistica della Critica del giudizio kantiana dove nel bello naturale si scopriva l'impronta di Dio, i filosofi antilluministi romantici fanno rinascere la concezione della natura neoplatonica e spiritualista.
Già Jean-Jacques Rousseau auspicava un «ritorno alla natura», benefica e spontanea, con l'abbandono delle artificiose strutture sociali e culturali, cause dei mali e delle ingiustizie che colpiscono l'uomo che ha lasciato la sua iniziale benefica condizione naturale.
Con Schelling nasce la filosofia della natura che nella storia del pensiero precedente non si differenziava dalla scienza naturale. Ora Schelling vuole indagare il significato profondo della natura e rifacendosi alle visioni panteiste di Bruno e Spinoza e trovando conforto sui progressi dell'elettromagnetismo egli identifica la natura con lo Spirito.
Natura e Spirito sono due configurazioni dell'unico Assoluto dove la natura, «intelligenza immatura» aspira attraverso vari gradini, dall'inorganico all'organico, a congiungersi con lo Spirito risolvendosi in lui:
Così in Goethe dove la natura è «la veste vivente della divinità».

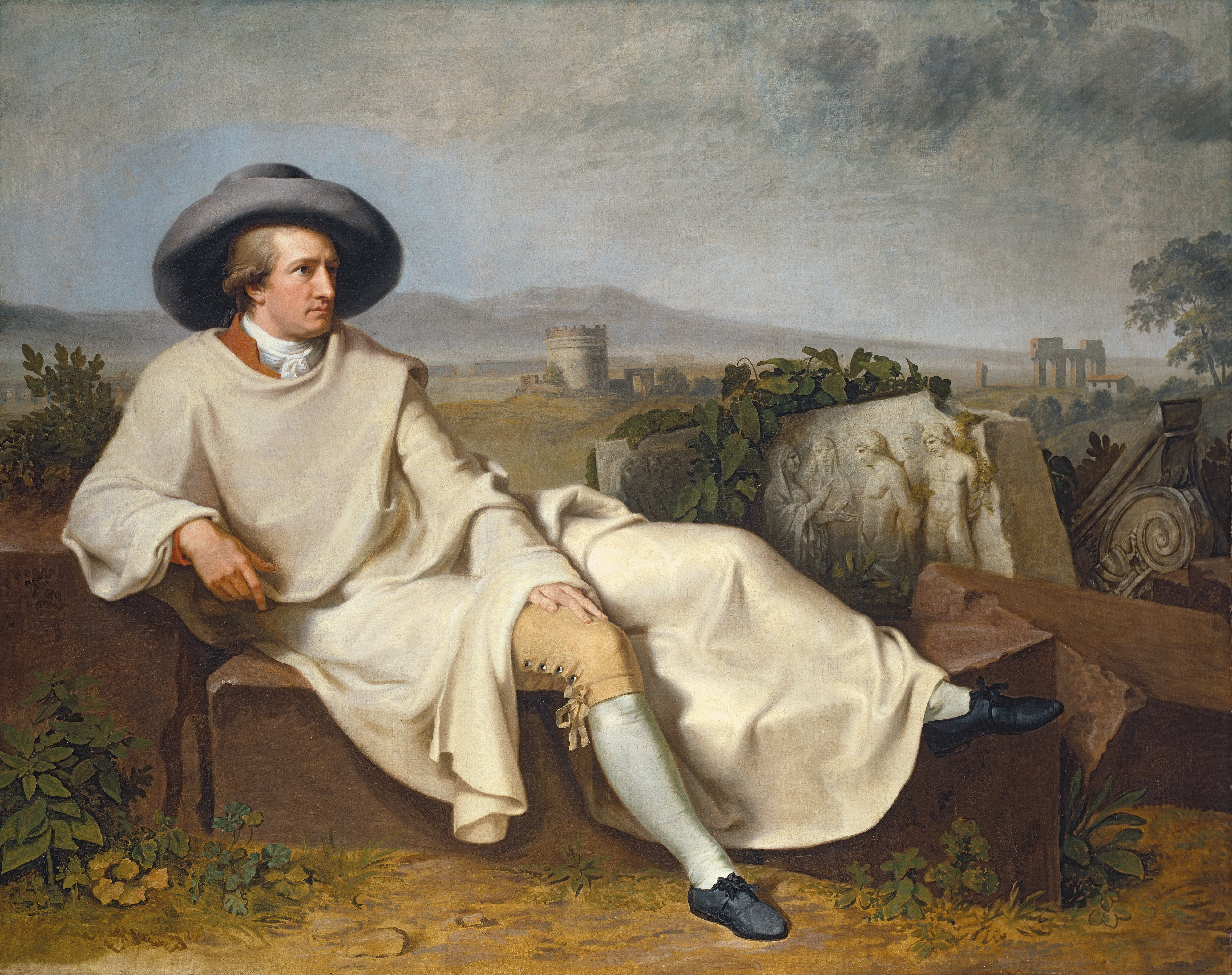
Johann Wolfgang von Goethe

L'impegno filosofico del letterato tedesco è tutto rivolto al superamento dell'eterna disputa tra idealisti (tra cui Schelling) e empiristi, dovuta ad un'interpretazione unilaterale del pensiero platonico che ha generato nello studio della natura un fraintendimento apparentemente insolubile: secondo gli ultimi, la conoscenza autentica può venire solo dai sensi e dalle loro percezioni, e le idee non esistono affatto (come insisteva Francesco Bacone) o non sono altro che costrutti di tipo organizzativo di una mente materiale (empirismo); secondo i primi, la conoscenza (e la ragione d'essere stessa delle cose) risiede nel mondo delle idee, delle quali il mondo fenomenico, la Natura, altro non è che un riflesso imperfetto (idealismo). Il contributo originale di Goethe, nel tentativo di risanare tale frattura, consiste nella persuasione che la Natura stessa parli il linguaggio delle idee, e nell'aver individuato un particolare tipo di idea originaria, un modello o archetipo, che risiede già nel mondo fenomenico, e che lo scienziato è capace di dischiudere solo grazie a un'osservazione attiva, cioè una disposizione d'animo che normalmente attribuiremmo all'artista. Scrive il poeta nel saggio del 1782 «La Natura»:
Non riuscendo ad accettare l'idea che la natura sia una semplice macchina, come sostenevano gli empiristi, Goethe trovò da ridire con i botanici del suo tempo circa il modo in cui avveniva la riproduzione delle piante.
Egli infatti rifiutava l'idea dei botanici francesi che contrapponevano alla "regolarità" della Natura ciò che si presenta difforme da essa per «eccesso» o per «mancanza». Secondo Goethe infatti tanto il «simmetrico» quanto il «bizzarro», tanto il «normale» quanto il «mostruoso» sono animati dallo stesso spirito nelle continue metamorfosi della natura dove si verifica un'oscillazione tra normale ed abnorme sicché l'abnorme par divenire normale e viceversa.

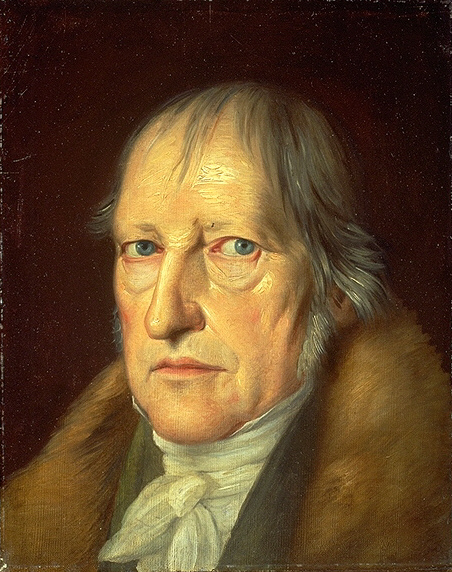
Georg Wilhelm Friedrich Hegel

Per Hegel la natura rappresenta la caduta della Idea nella realtà. Lo Spirito perde la sua perfezione quando l'«Idea nella forma dell'essere altro» diviene natura necessitata e contingente nel tentativo di riproporre nella concretezza quella razionalità pura che esprime la piena libertà dello Spirito assoluto, da nulla condizionato.
Per tutto l'800 e il Novecento la filosofia continua a rigettare la concezione meccanica della natura che il pensiero filosofico rappresenta, come nel vitalismo di Bergson, animata da uno «slancio vitale» che la dirige verso un'«evoluzione creatrice» o come in Schopenhauer che sostituisce alla contrapposizione dialettica hegeliana di natura e spirito l'opposizione tra la natura, fenomenica apparenza, e la "volontà di vivere", sostanziale.
Ancora nel XX secolo Alfred North Whitehead contesta la distinzione scientifica in qualità primarie e secondarie e teorizza la presenza nella natura di un'intelligenza sensibile.
I neokantiani e gli storicisti tedeschi con capofila Wilhelm Dilthey per un verso, non rifiutano la concezione di un mondo materiale retto da leggi meccaniche ma per altro verso teorizzano la presenza di un altro mondo accanto a quello della natura: quello dell'uomo regolato da leggi e principii del tutto estranei alla natura in quanto rappresentanti valori che non trovano posto nella natura: ne nasce così la contrapposizione della cultura e della storia dell'uomo nei confronti della natura, l'opposizione delle scienze fisiche alle «scienze dello spirito».

## La concezione marxiana della natura

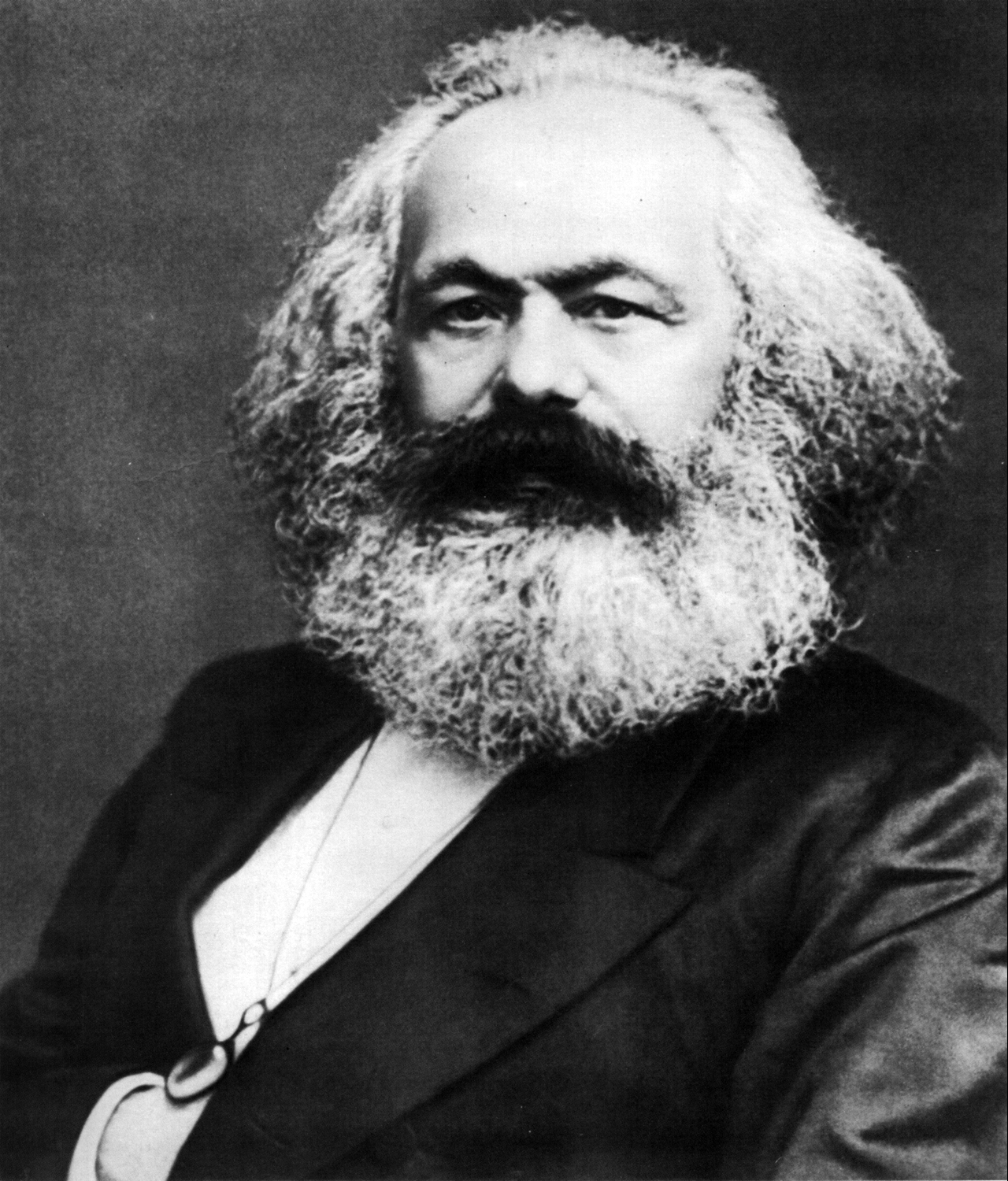
Karl Marx

Una concezione della natura che esula dal panorama filosofico dell'Ottocento è quella che Marx espone ne I manoscritti economico-filosofici del 1844. A seguito di quest'opera la tematica dell'alienazione viene intesa in un senso più profondo e non più semplicemente politico.
Marx stabilisce una connessione tra ciò che rappresenta l'essenza dell'uomo, l'attività dove l'uomo esprime tutto se stesso, spirito e corpo: il lavoro il quale, superando l'ideologica separazione tra teoria e prassi, si identifica con l'oggetto lavorato, che, a sua volta, non è altro che l'oggetto naturale che l'uomo appunto modifica.
Questa connessione tra uomo-lavoro-oggetto lavorato-natura viene fatta saltare dalla alienazione che espropria il lavoratore non solo del prodotto del lavoro, ma anche dell'atto della produzione. Come effetto del lavoro alienato l'uomo restringe la propria umanità alla sfera dei bisogni bestiali, si trasforma in una merce e subisce le conseguenze dello sconvolgimento del rapporto uomo e natura.
L'uomo è infatti un ente che si pone consapevolmente in rapporto di continuità con la natura; egli vive della natura e nella sua attività produttiva la natura gli si manifesta come opera dell'uomo.
Quando gli viene sottratto con l'alienazione l'oggetto del lavoro anche la natura gli viene sottratta. La natura cioè da "corpo inorganico dell'uomo" in grado di soddisfare armonicamente i bisogni "sociali" dell'uomo, diviene mezzo di produzione subordinato al bisogno "individuale".
La vita umana che era inserita in una natura amica e non estranea (la "vita del genere") quando diventa un mezzo per il soddisfacimento di bisogni individuali si trasforma in una forza nemica, opposta ed estranea.
[XXIII] Ed ora consideriamo più da vicino l'oggettivazione, la produzione dell'operaio, e in essa l'estraniazione, la perdita dell'oggetto, del suo prodotto.
L'operaio non può produrre nulla senza la natura, senza il mondo esterno sensibile. Questa è la materia su cui si realizza il suo lavoro, su cui il suo lavoro agisce, dal quale e per mezzo del quale esso produce.
Ma come la natura fornisce al lavoro i mezzi di sussistenza, nel senso che il lavoro non può sussistere senza oggetti su cui applicarsi; così essa, d'altra parte, fornisce pure i mezzi di sussistenza in senso più stretto, cioè i mezzi per il sostentamento fisico dello stesso operaio.
Quindi quanto più l'operaio si appropria col proprio lavoro del mondo esterno, della natura sensibile, tanto più egli si priva dei mezzi di sussistenza nella seguente duplice direzione: prima di tutto, per il fatto che il mondo esterno cessa sempre più di essere un oggetto appartenente al suo lavoro, un mezzo di sussistenza del suo lavoro, e poi per il fatto che lo stesso mondo esterno cessa sempre più di essere un mezzo di sussistenza nel senso immediato, cioè un mezzo per il suo sostentamento fisico.»

## La natura nella scienza odierna

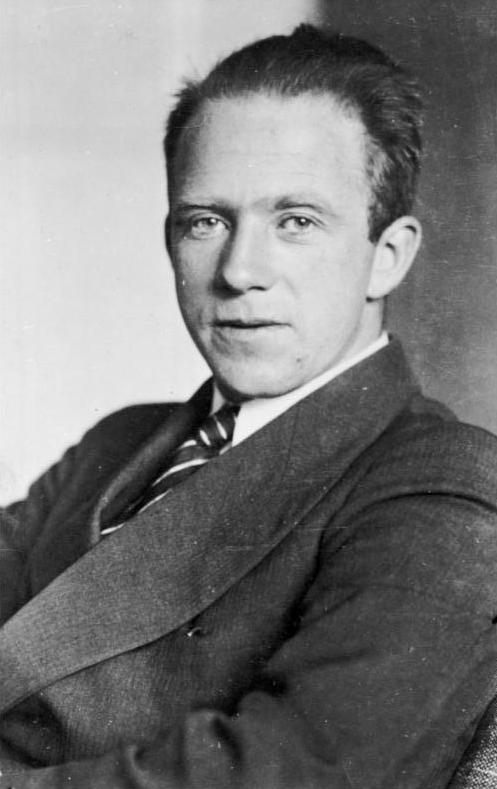
Werner Heisenberg

Lo sviluppo delle scienze naturali ha complicato la definizione di natura che rimane sullo sfondo indefinita mentre viene compiuto il tentativo di riportare all'intera complessità umana il metodo empirico applicandolo anche a fenomeni psicologici e sociali cercando di ridurli a leggi non finalistiche e matematicamente esprimibili. La ricerca teorica scientifica si è impegnata nel conseguimento di risultati tecnico pratici evadendo le obiezioni filosofiche sul metodo e sui principi scientifici.
Il modello assunto dalla scienza della natura dal momento che Galilei ha applicato la matematica alla natura, è stato quello fisico matematico con l'assunzione di un ferreo meccanicismo che non risentisse delle contraddizioni sorte con la fisica dell'atomo, la teoria dei quanti, la teoria della relatività ecc. Allo stesso modo non si è tenuto conto del probabilismo e della teoria del principio di indeterminazione di Heisenberg che avrebbe dovuto far accettare il concetto della non assolutezza delle leggi scientifiche.
Per tutto ciò nel XX secolo si è interrotta una riflessione filosofica autonoma sul concetto di natura per cui, in tempi recenti, è stata da più parti affermata la necessità di una ripresa della speculazione teoretica sulla natura. È stato argomentato che una riflessione filosofica, con delle basi ben fondate sulle moderne concezioni scientifiche del mondo fisico e biologico, è necessaria sia per un'interpretazione e una comprensione effettiva dei dati e delle teorie scientifiche, sia per l'elaborazione di concezioni antropologiche che non ne trascurino le basi fisico-biologiche.
D'altra parte anche all'interno della comunità scientifica viene spesso rimarcata la necessità di un'elaborazione in chiave ontologica, epistemologica, e filosofica in senso generale, delle tecniche e delle teorie scientifiche utilizzate, nonché delle conseguenze pratiche del loro impiego sull'ambiente, sui pazienti, sulla società, ecc.
In questo senso viene auspicata la rinascita di una riflessione filosofica sulla natura che tuttavia non si presenti come sostitutiva delle scienze, ma a queste si accompagni.
Una concezione filosofica già in parte avvenuta al di là dei termini utilizzati o auspicati quali "filosofia della natura", 'ontologia (della) fisica', "ontologia della biologia" ecc., con il fiorire contemporaneo di nuove discipline, a cavallo tra scienza e filosofia, quali la filosofia della fisica, la filosofia della biologia o l'epistemologia evoluzionistica.